# Cetatea Dăbâca
Cetatea Dăbâca (denumită și Cetatea comitatului) este o fostă cetate regală și reședința comitatului Dăbâca. În secolele X-XIV a jucat un rol important în istoria Transilvaniei. Ruinele cetății se află în actuala localitate Dăbâca din județul Cluj.

## Istoric
Primele cercetări ale cetății aparțin din 1837 lui K. Hodor, urmate în 1942 de sondajul arheologic al lui K. Crettier și apoi de o cercetare arheologică amănunțită inițiată în 1964 de către echipa lui Constantin Daicoviciu.
Prima cetate a fost ridicată în secolul IX . K. Hodor, care a descris în 1837 ruinele cetății, presupunea că a fost ridicată pe locul unei cetăți dacice . Alte teorii susțin că cetatea ar fi fost ridicată parțial peste o mai veche așezare datată secolele VIII-IX. Cetatea secolului IX era apărată cu șanțuri și cu valuri de pământ. În această perioadă s-a ridicat și un turn patrulater, respectiv un zid de legătură al părții estice și vestice ale primei incinte, zid de 3,2 m grosime . Atât turnul, cât și zidul au fost distruse în timpul invaziei mongole.
Arheologii români și-au concentrat multă vreme eforturile pentru a descoperi elemente care sa susțină textul din Gesta Hungarorum cum că cetatea ar fi reprezentat reședința conducătorului local Gelu. Aceste eforturi nu au fost încununate de succes, deși, contrar opiniei arheologului maghiar Bóna, locuirea sitului în secolul al IX-lea a fost confirmată de o serie de obiecte, după cum au scris Florin Curta și I.M. Țiplic
Cetatea a fost ridicată în mai multe etape, ea evoluând de la o simplă fortificație la cetate de reședință a comitatului Dăbâca, menționată documentar în 1146, în secolele X-XIV ea jucând un rol important în Transilvania.
A fost distrusă la invazia tătarilor din 1241, fiind apoi reconstruită. Nu a mai reușit însă să își recâștige importanța inițială, rolul ei fiind preluat de cetatea Martinuzzi din Gherla. Pietrele cetății au fost folosite la construirea castelului Teleki. Actualmente resturile cetății sunt parțial acoperite.
Cetatea Dăbâca este menționată pentru prima dată în anul 1214, iar în 1243 printr-un act de donație, regele Bela al IV-lea al Ungariei donează 3 sate care aparțineau cetății (Fatateleke, Bachunateleke și Chegeteleke) către comiții Theotonicus și Hermann, în semn de mulțumire pentru serviciile lor. Cu această ocazie apare mențiunea terras castri nostri de Doboka.
În 1271 ea este dăruită banului Micud, ca răsplată pentru faptele sale de vitejie, donație confirmată în 1279 de Ladislau al IV-lea.

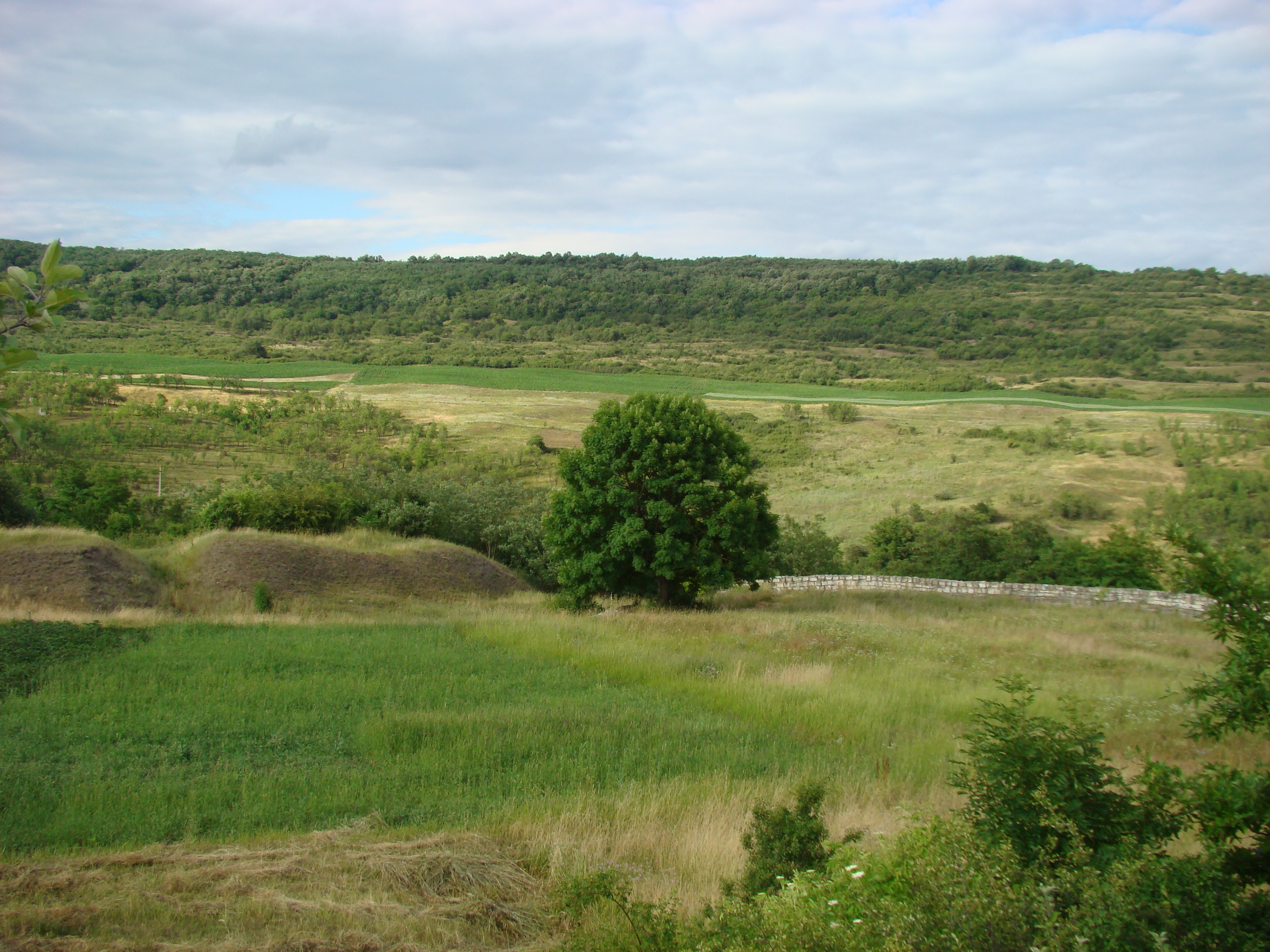
Ansamblul fortificat Dăbâca (monument istoric), foto: iunie 2014.

## Descriere
Cetatea are formă inelară și era formată dintr-un număr de patru incinte fortificate, cu un diametru total de 600 m. Este așezată pe Dealul Cetății la o altitudine de 698 metri, pe terasa superioară a văii Lonei și avea rolul de a menține controlul asupra drumului de transport al sării de la Sic la Poarta Meseșului.
Are formă triunghiulară, cu un vârf orientat spre nord. Inițial avea pe latura sud-vestică mai multe valuri de pământ și șanțuri de apărare, iar pe celelalte laturi palisade de lemn. Palisadele au fost distruse în secolul XI, în urma conflictelor cu triburile de cumani și pecenegi. Ulterior valurile de pământ au fost înălțate suplimentar, iar sistemul de palisade a fost refăcut și redefinit într-un mod mai complex. Cetatea putea fi accesată prin două porți, pe latura nordică, respectiv sud-vestică, ambele încadrate de turnuri de lemn.
La sfârșitul secolul XII palisadele sunt înlocuite de ziduri din piatră, turnuri și donjoane. Zidurile de piatră au lățimi între 2,4 și 4 metri și înălțimi de 3-4 metri.

## Imagini

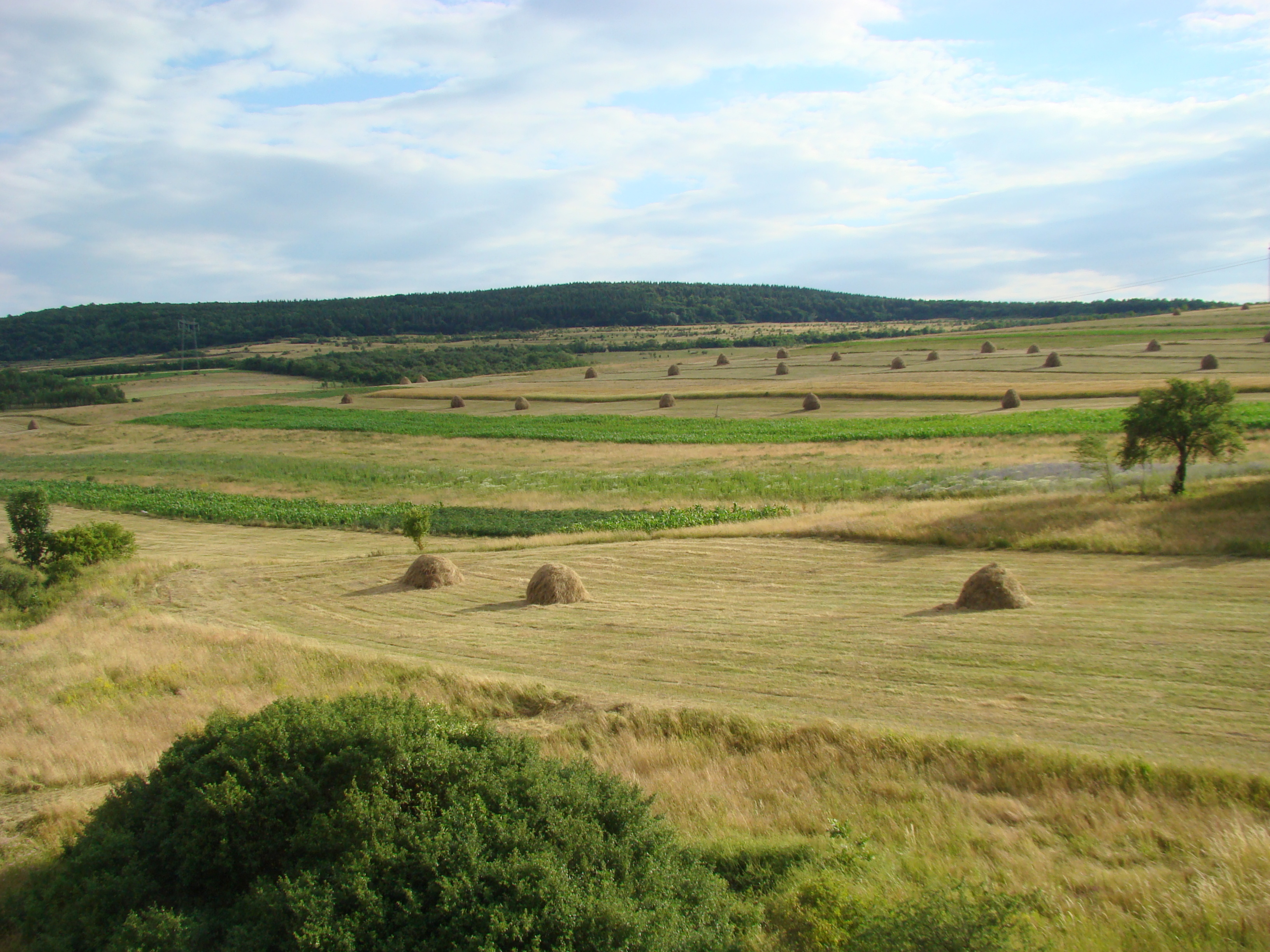
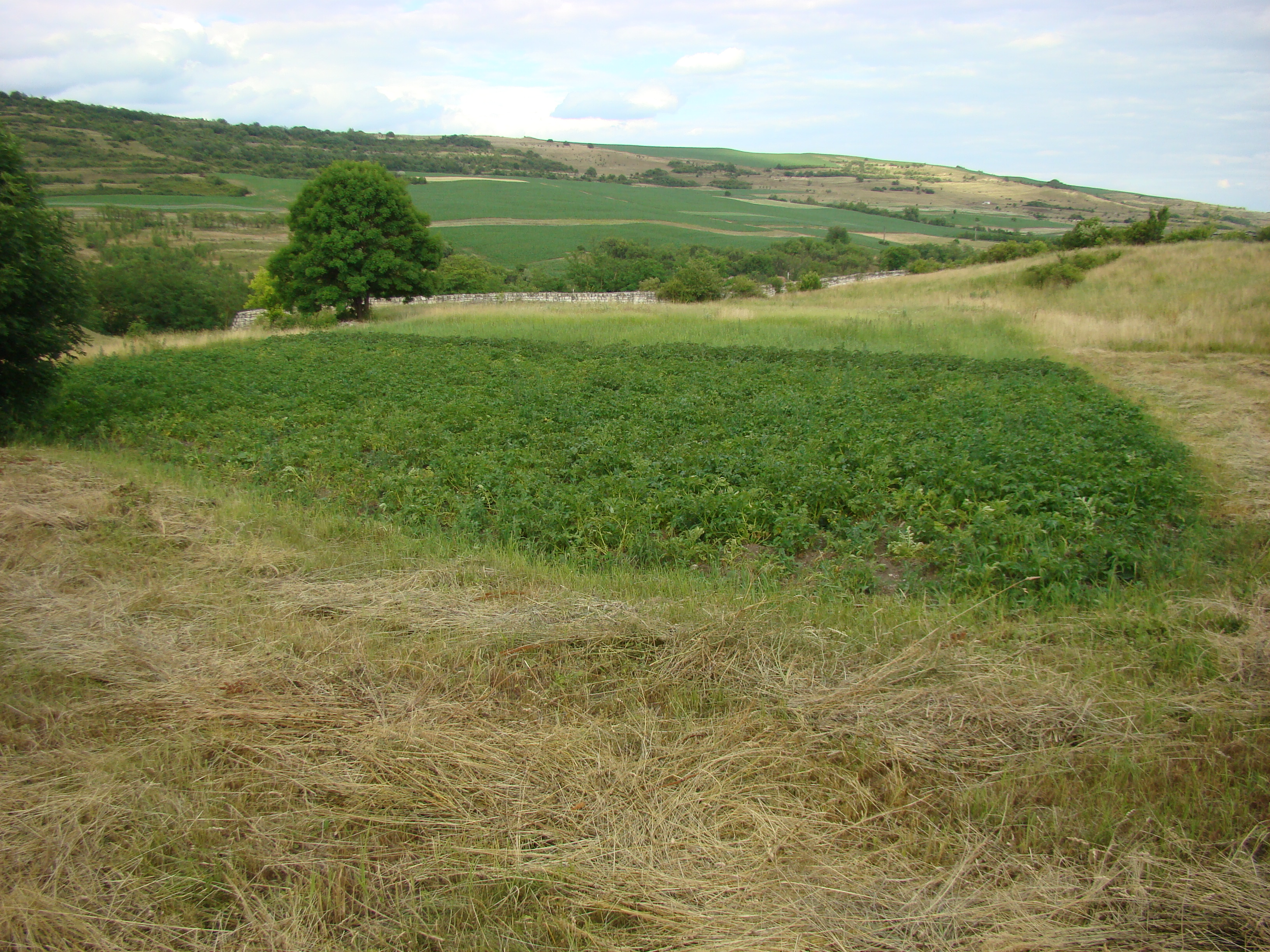
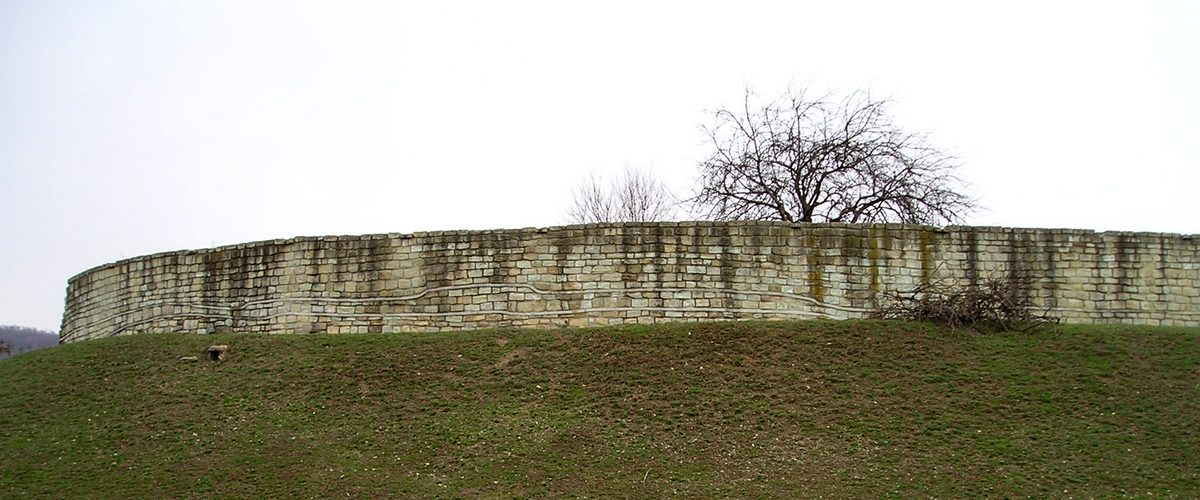
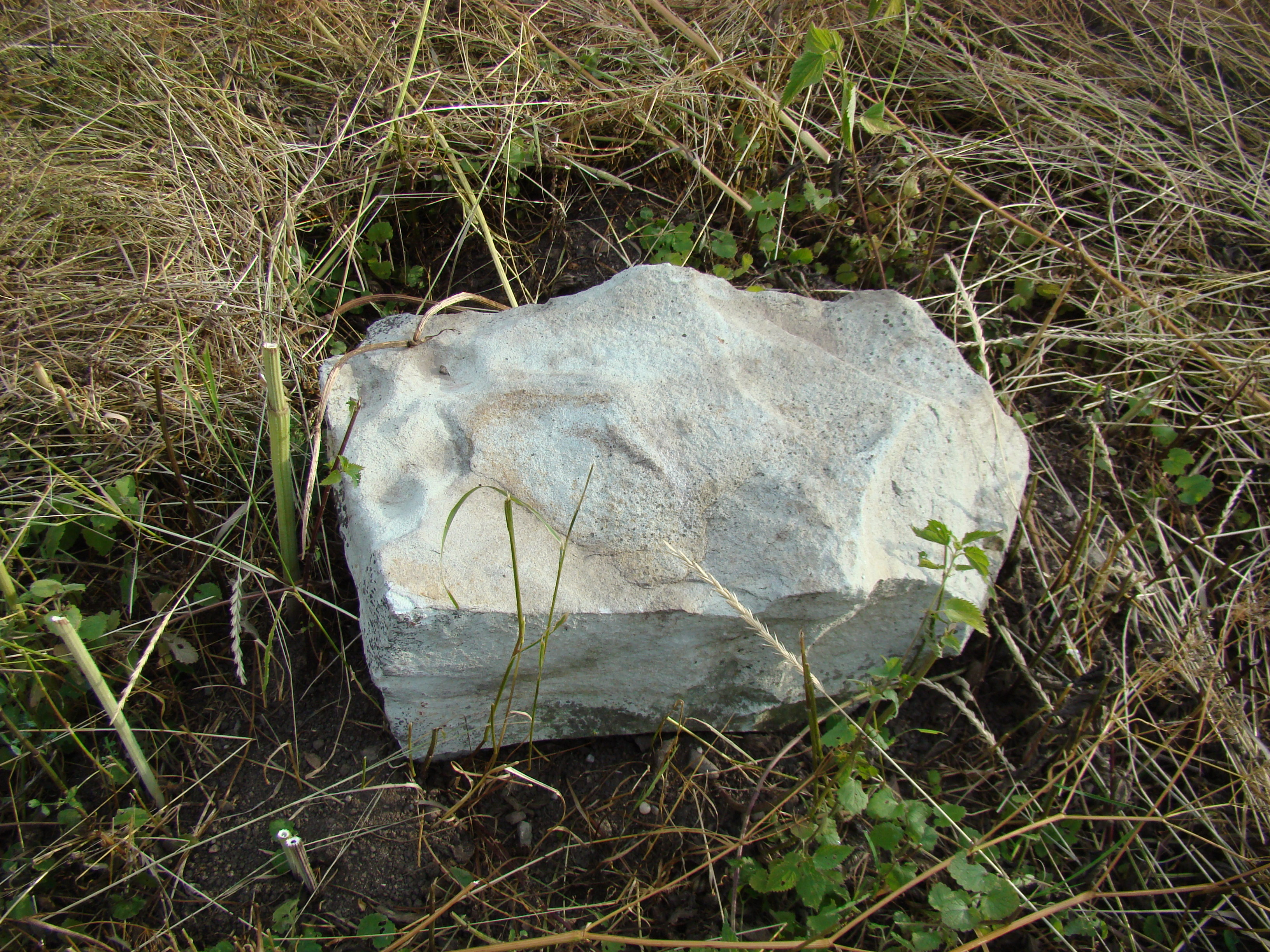
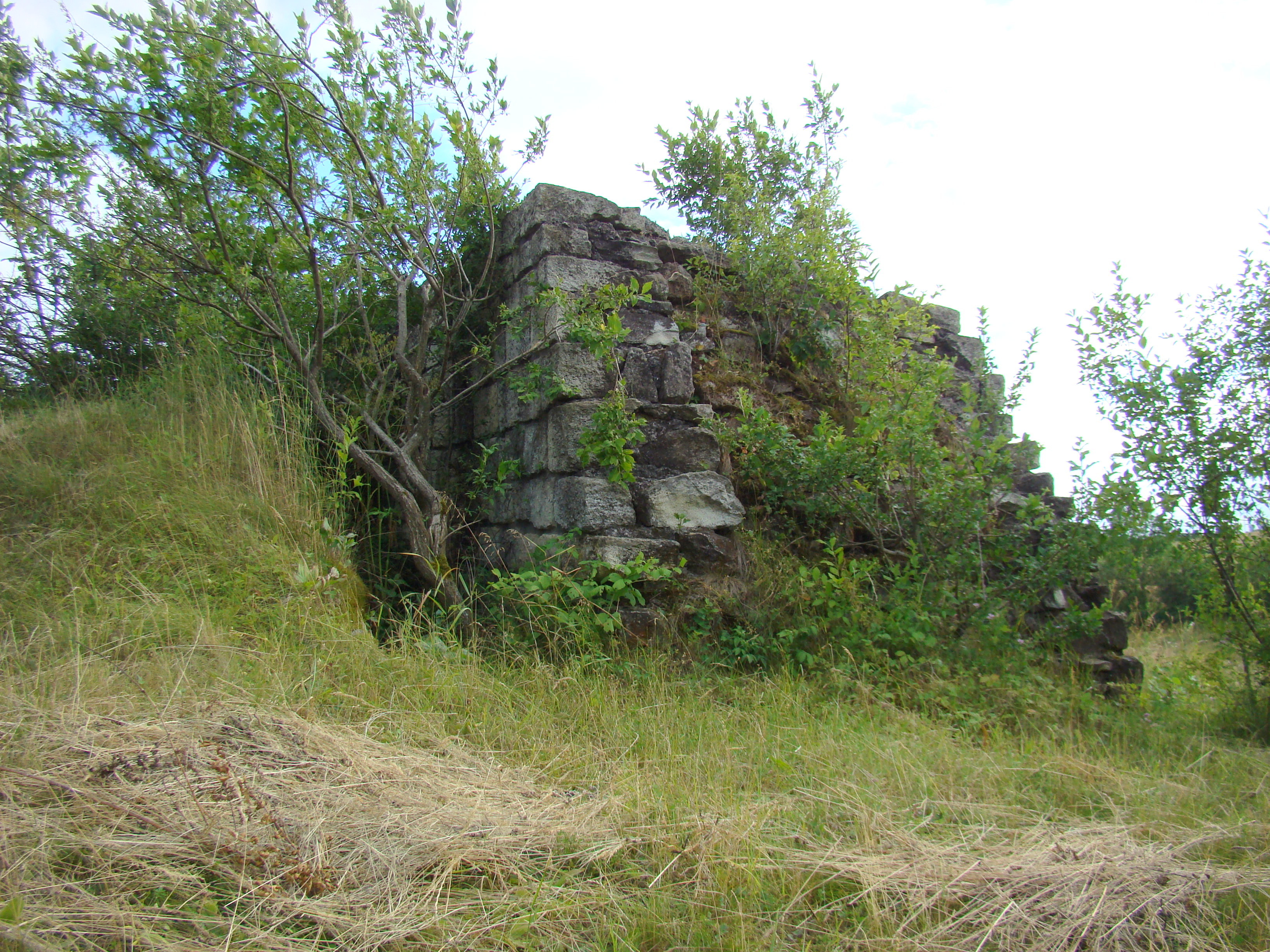
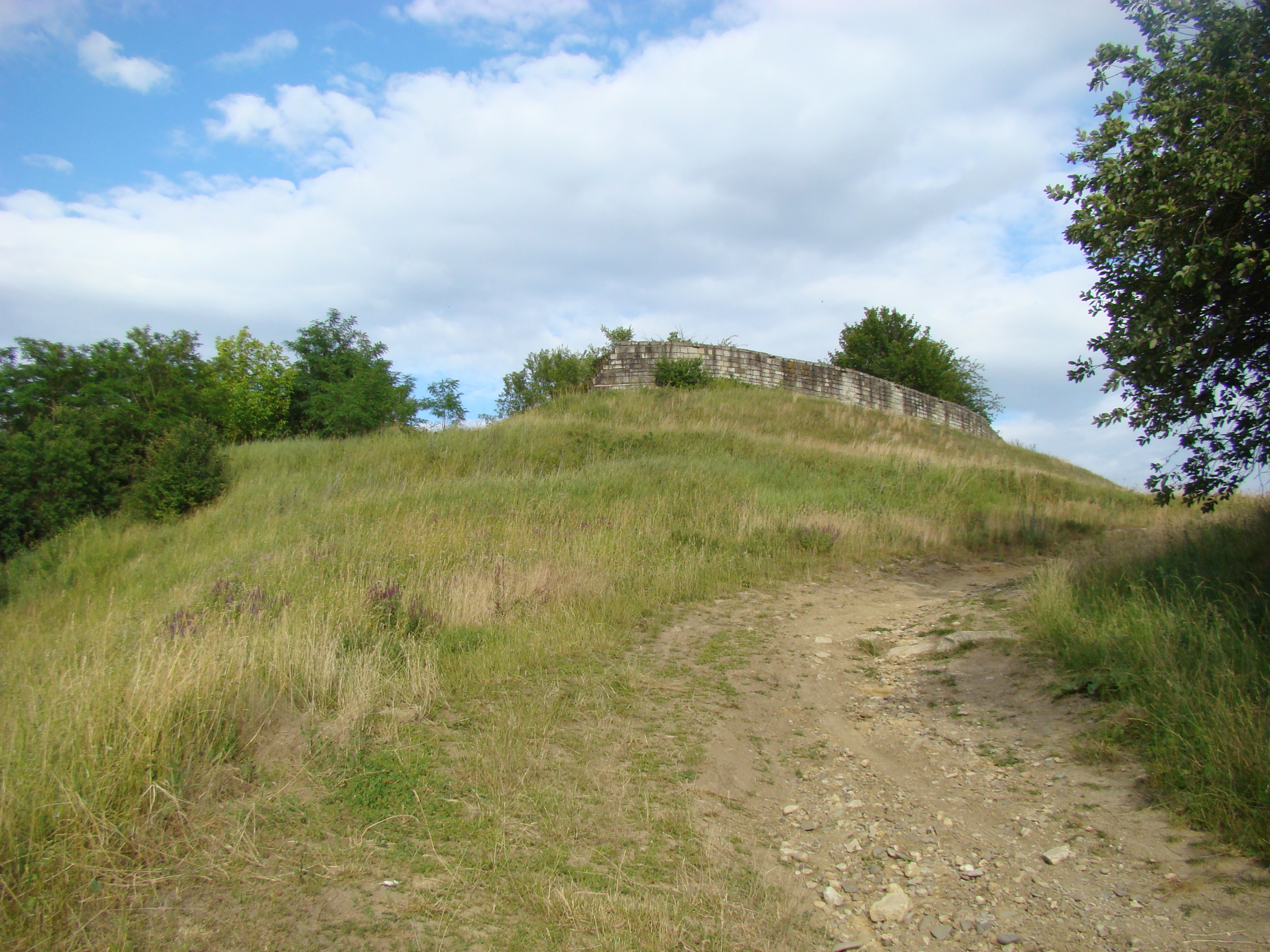
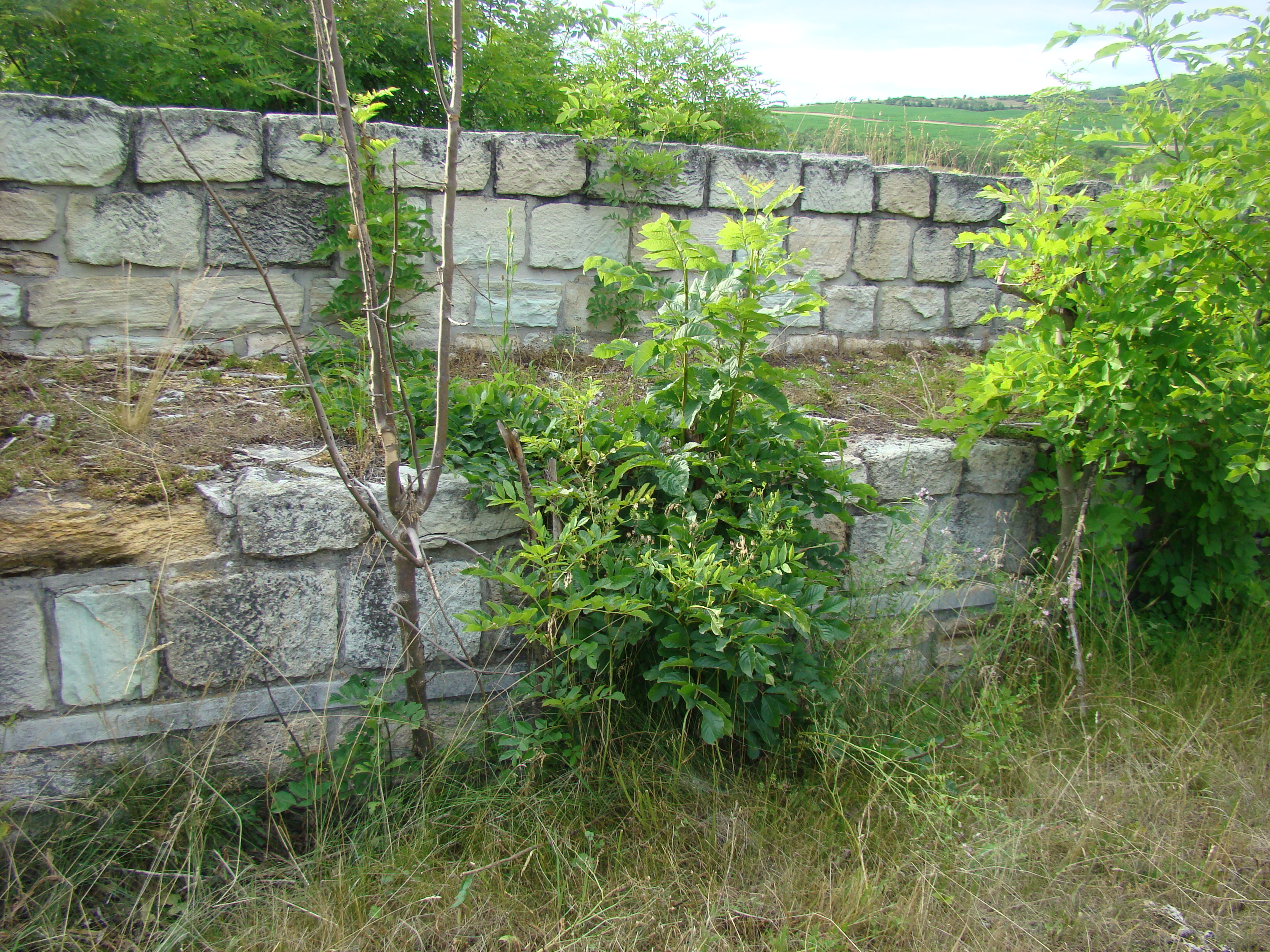
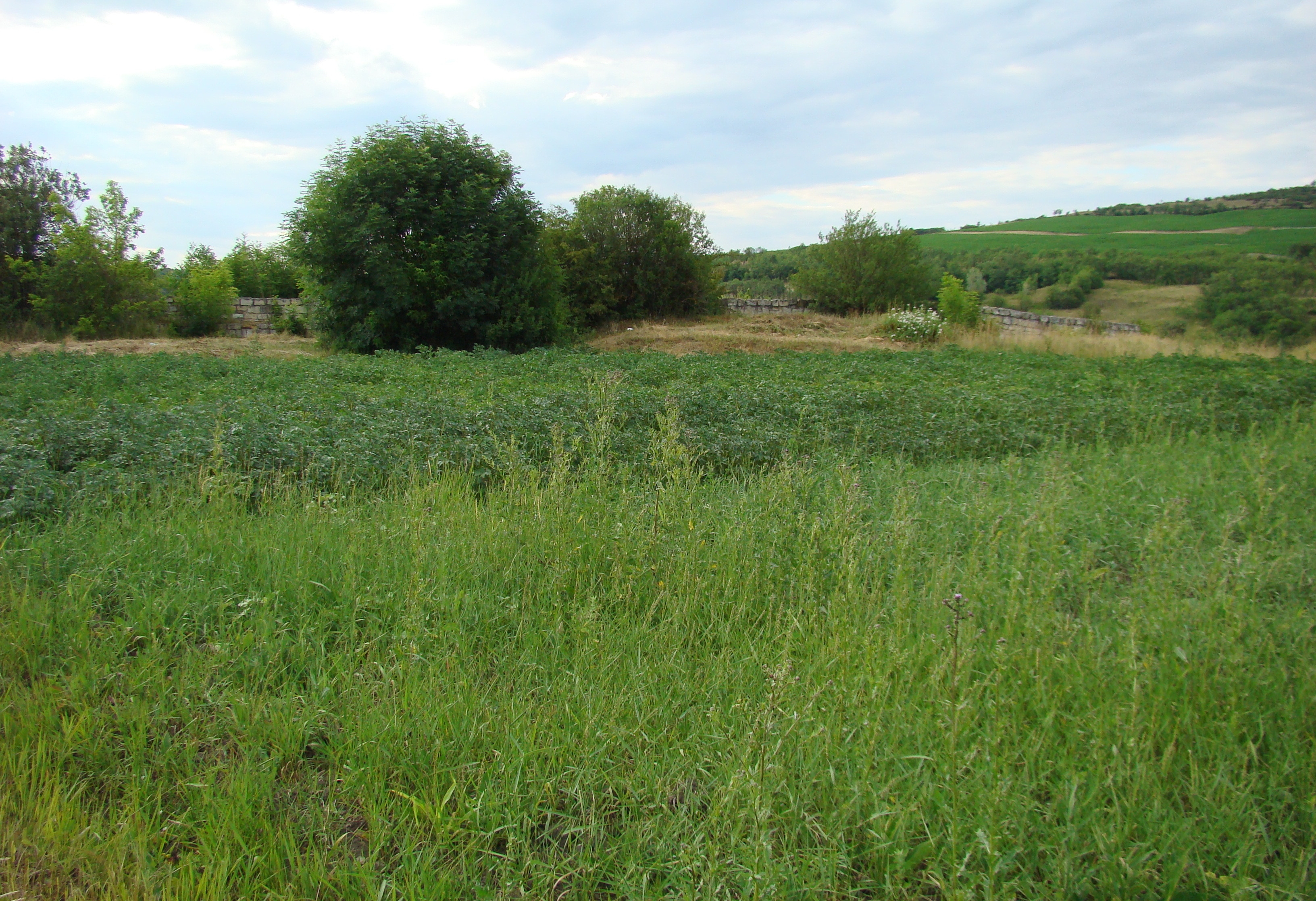
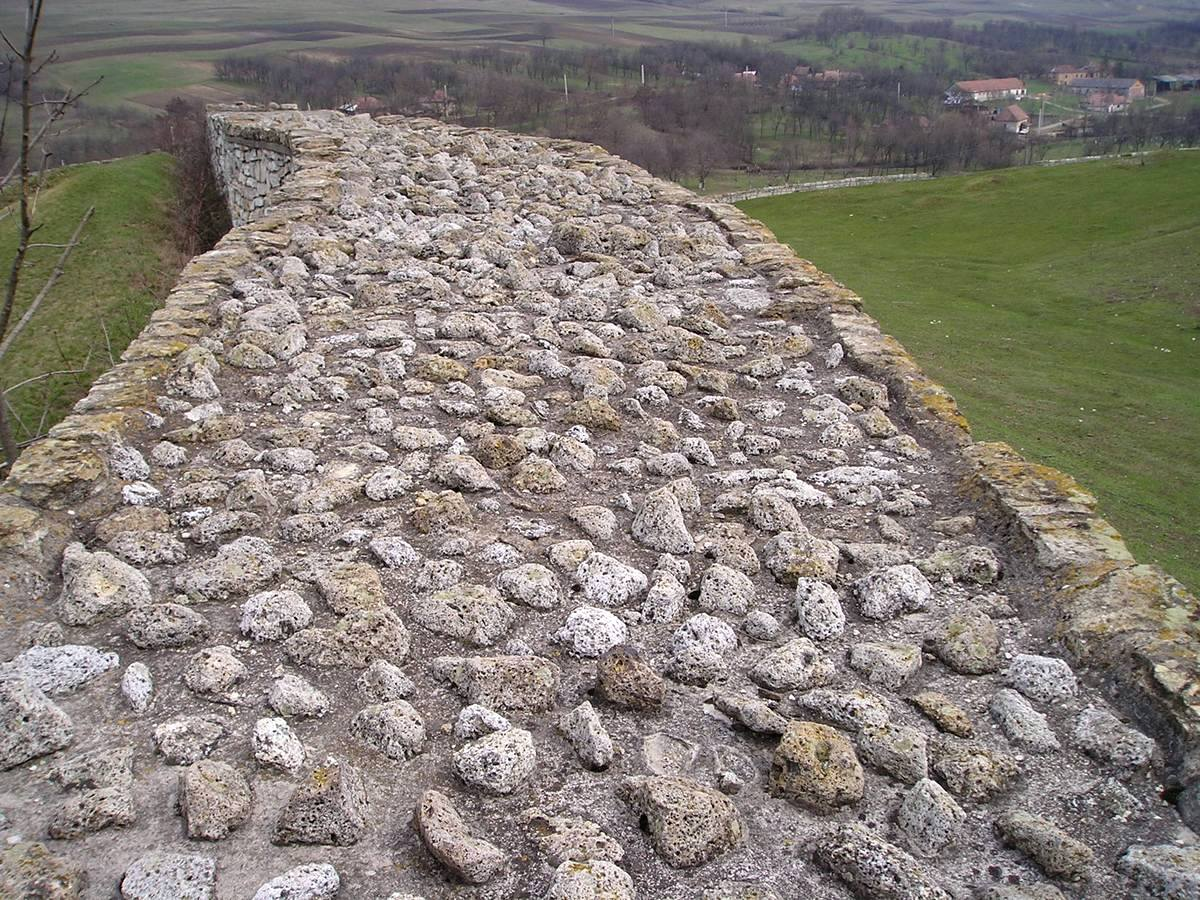
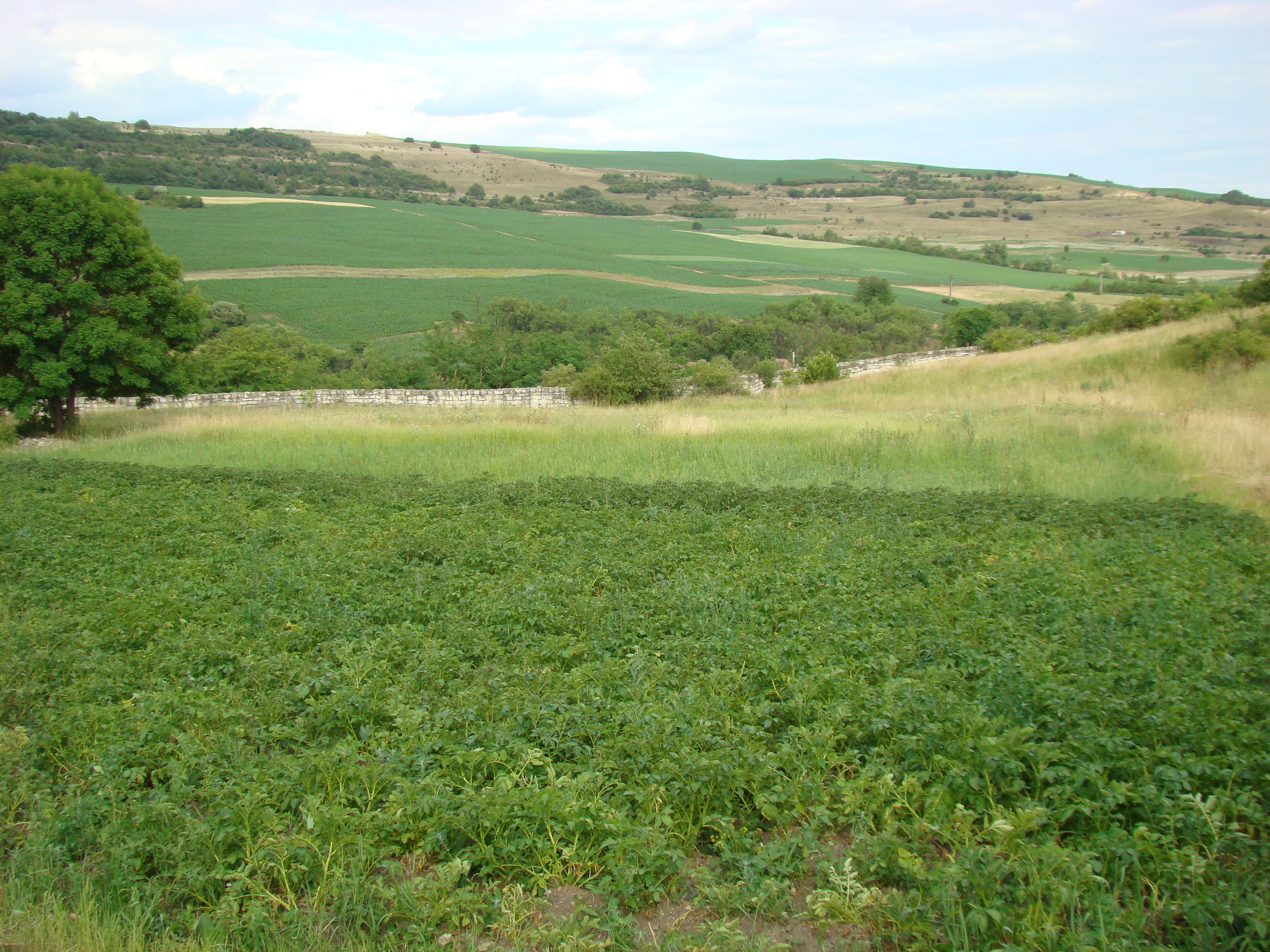
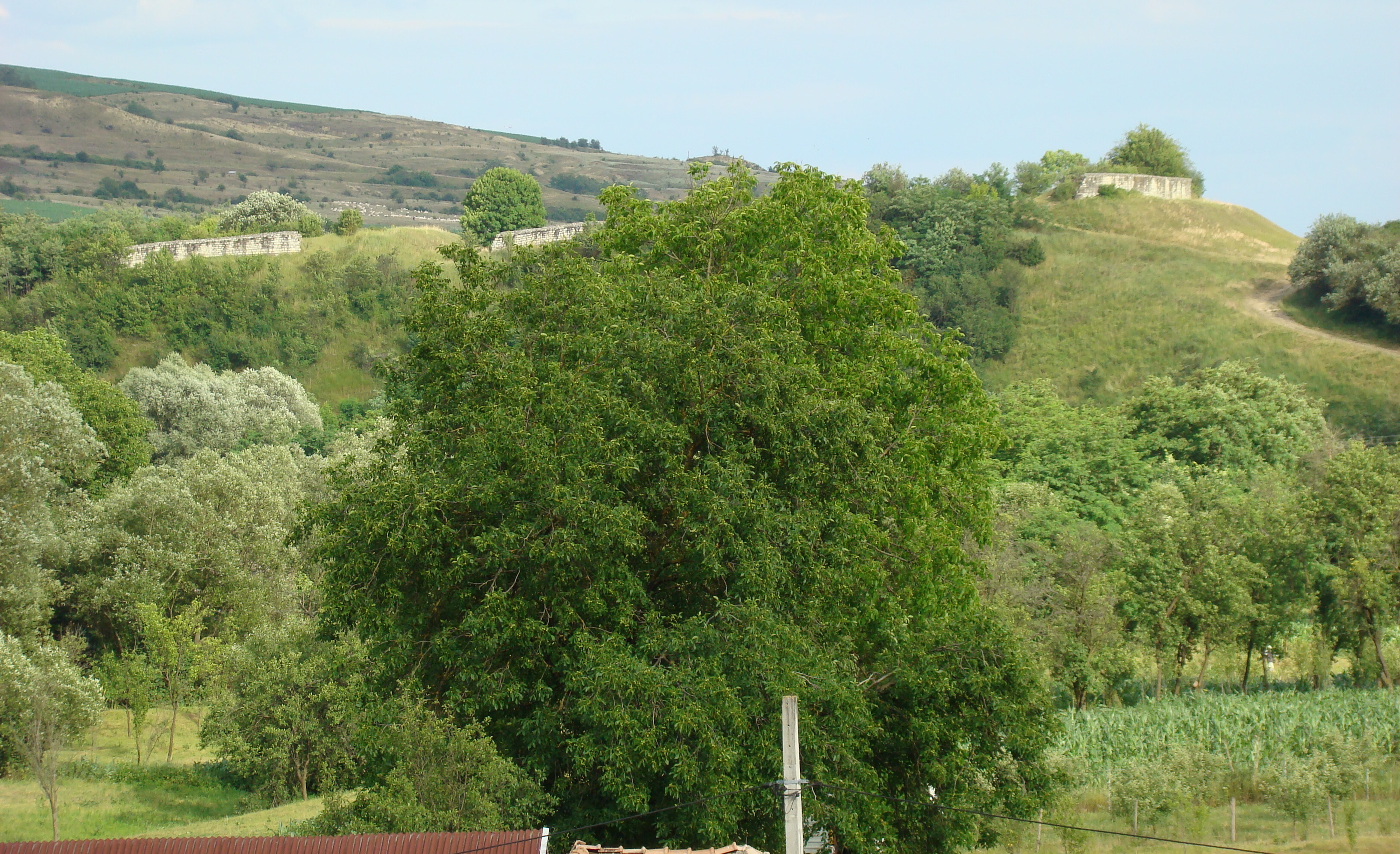